# Mingren
Mingren (chinesisch 名人, Pinyin míngrén, Jyutping ming4jan4 – „wörtl. namhafte Person, berühmte Persönlichkeit“), bedeutet etwa "Koryphäe, Experte, Großmeister" im Kontext des Go-Spiels, wie zum Beispiel meijin (japanisch 名人, kana めいじん) im Japanischen und myungin im Koreanischen. Es ist sowohl der Name eines Go-Turnieres (名人戰 / 名人战,  míngrénzhàn, Jyutping ming4jan4zin3) als auch der Titel eines professionellen Go-Spielers in China, welches das Gegenstück zum japanischen Meijin-Turnier des Nihon Ki-in darstellt.

## Überblick
Der Mingren wird vom Chinesischen Go-Verband, dem Zhongguo Qiyuan und der chinesischen Volkszeitung, der Renmin Ribao, organisiert. 64 Spieler treten jedes Jahr an, um einen der 16 Plätze in der Vorrunde zu erlangen. In dieser werden im K.-o.-System zwei Spieler ermittelt, die anschließend in einer Serie drei von Partien, den Herausforderer des aktuellen Titelträgers bestimmen. Der finale Titelkampf ist eine Turnierserie aus fünf Partien, zwischen Titelverteidiger und Herausforderer. Das Preisgeld beträgt 25.000 CNY (rund 3300 Euro).

## Titelgewinner
| Spieler       | Jahr      |
| ------------- | --------- |
| Lui Xiaoguang | 1988      |
| Ma Xiaochun   | 1989–2001 |
| Zhou Heyang   | 2002      |
| Qiu Jun       | 2003      |
| Gu Li         | 2004–2009 |
| Jiang Weijie  | 2010–2011 |
| Tan Xiao      | 2012      |
| Chen Yaoye    | 2013–2014 |
| Tan Xiao      | 2015–2017 |

## Bücher
- Chinesische Meisterpartien. Die Titelkämpfe des 19.Mingren und 21.Tianyuan, Guo Juan, 2008, ISBN 978-3-940563-04-0